# 斋坛乡
斋坛乡，是中华人民共和国浙江省丽水市松阳县下辖的一个乡镇级行政单位。

## 行政区划
斋坛乡下辖以下地区：
石门圩村、东关村、桐楼村、花田坌村、坎头村、大路村、吊石玄村、小石村、京梁村、东圩篷村、斋坛村、桐村、上坌村和下坌村。